# 강해림
강해림(1996년 4월 1일 ~ )은 대한민국의 배우이다.

## 방송
- 2016년 부산영어방송
- 2019년 연애의 참견
- 2020년 연애의 참견

## 드라마
- 2017년 웹드라마 《아이돌권한대행》- 혜림 역
- 2020년 JTBC 《라이브온》- 박혜림 역
- 2022년 Netflix 《썸바디》 - 김섬 역
- 2023년 《가스라이팅》 - 세나 역

## 영화
- 2025년 《로비》 - 진세빈 역

## 광고
- 2018년 블루마운틴 (블루사운틴슈즈)
- 2019년 피어리스화장품 (스킨푸드)
- 2021년 스타일씨 코퍼레이션 (스타일씨)
- 2023년 요기요